# Médio
Médio, właśc. Mamede Antônio da Guia (ur. 19 maja 1911 w Rio de Janeiro, zm. 8 stycznia 1948
) – piłkarz brazylijski pochodzenia polskiego, grający na pozycji ofensywnego pomocnika.

## Kariera klubowa
Médio rozpoczął karierę piłkarską w klubie Bangu AC w 1933 roku. Z Bangu zdobył mistrzostwo stanu Rio de Janeiro – Campeonato Carioca w 1933 roku. W 1936 roku przeszedł do CR Flamengo i grał w nim do 1942 roku. Z Falmengo dwukrotnie zdobył mistrzostwo stanu Rio de Janeiro – Campeonato Carioca w 1939 i 1942 roku. Karierę zakończył w Bangu w 1943.

## Kariera reprezentacyjna
Médio zadebiutował w reprezentacji Brazylii 15 stycznia 1939 w przegranym 1-5 meczu z reprezentacją Argentyny, którego stawką było Copa Julio Roca 1939/40. Był to jego jedyny mecz w reprezentacji.